# Lista de prêmios e indicações recebidos por Selena Gomez
A lista dos prêmios e indicações recebidos por Selena Gomez, atriz, cantora e compositora norte americana, que consiste em um total aproximado de 301 prêmios das 455 indicações, destacando-se com 1 "American Music Awards",5 "Latin American Music Awards", 2 "Billboard Women In Music", 2 "MTV Video Music Awards", e 38 "VEVO Certified", possuí também 2 "ALMA Awards". Desde então, Selena Gomez recebeu diversos prêmios e indicações, seja em seus trabalhos como Cantora ou Atriz, seus videoclipes Naturally, Who Says, A Year Without Rain, Love You Like a Love Song, Come and Get It, Slow Down, Tell Me Something I Don't Know, The Heart Wants What It Wants, Hit The Lights, Round & Round, Good for You e Same Old Love entre outros que alcançaram a marca de +100 milhões de visualizações, sendo a 3ª artista com mais clipes com VEVO Certified. Conquistou o título de "Mais Bonita do Mundo" 10 vezes, sendo 10 anos consecutivos e esteve perto do topo de muitas listas de revistas relacionadas a beleza, entre muitas mais conquistas como prêmios, vendas e visualizações.
No ano de 2017, foi nomeada pela Billboard como a ‘Mulher do ano’.

## ALMA Awards
| Ano  | Nomeação                        | Categoria                        | Resultado |
| ---- | ------------------------------- | -------------------------------- | --------- |
| 2008 | Selena Gomez                    | Melhor Atriz em Série de Comédia | Indicado  |
| 2009 | Selena Gomez                    | Melhor Atriz em Série de Comédia | Venceu    |
| 2011 | Selena Gomez                    | Melhor Atriz em Série de Comédia | Indicado  |
| 2011 | Selena Gomez                    | Melhor Atriz em Filme de Comédia | Indicado  |
| 2011 | Selena Gomez                    | Melhor Cantora                   | Indicado  |
| 2011 | Os Feiticeiros de Waverly Place | Melhor Série de TV               | Indicado  |

## Alive Awards
| Ano  | Nomeação     | Categoria     | Resultado |
| ---- | ------------ | ------------- | --------- |
| 2012 | Selena Gomez | Exemplo Alive | Venceu    |

## American Music Awards (AMA’s)
| Ano  | Nomeação     | Categoria                    | Resultado |
| ---- | ------------ | ---------------------------- | --------- |
| 2016 | Selena Gomez | Artista Feminina de Pop-Rock | Venceu    |
| 2016 | Selena Gomez | Artista do Ano               | Indicada  |

## Latin American Music Awards (Latin AMA’s)
| Ano  | Nomeação           | Categoria                  | Resultado |
| ---- | ------------------ | -------------------------- | --------- |
| 2015 | I Want You to Know | Música eletrônica          | Venceu    |
| 2017 | Selena Gomez       | Artista Favorito Crossover | Venceu    |

## ASCAP 31st Annual Pop Music Awards
| Ano  | Nomeação     | Categoria                  | Resultado |
| ---- | ------------ | -------------------------- | --------- |
| 2013 | Selena Gomez | Música Mais Tocada em 2013 | Venceu    |

## BAFTA
Os Prêmios da Academia Britânica de Cinema, do inglês British Academy Film Awards, mais conhecido pela abreviatura BAFTA Film Awards, são prêmios atribuídos anualmente pela Academia Britânica de Cinema e Televisão (abreviado BAFTA) para homenagear as melhores contribuições britânicas e internacionais para as artes cinematográficas. Selena recebeu uma indicação.
| Ano  | Nomeação     | Categoria                | Resultado |
| ---- | ------------ | ------------------------ | --------- |
| 2025 | Emilia Pérez | Melhor Atriz Coadjuvante | Indicado  |

## BBC Radio 1's Teen Awards
O BBC Radio 1's Teen Awards é um prêmio britânico anual, no qual os vencedores são decididos pela votação de adolescentes. Selena Gomez recebeu uma indicação.
| Ano  | Categoria                    | Nomeação     | Resultado |
| ---- | ---------------------------- | ------------ | --------- |
| 2016 | Melhor Artista Internacional | Selena Gomez | Indicado  |

## BET Awards
| Ano  | Nomeação     | Categoria          | Resultado |
| ---- | ------------ | ------------------ | --------- |
| 2010 | Selena Gomez | Nova Estrela de TV | Indicado  |

## BMI Awards
| Ano  | Nomeação      | Categoria                 | Resultado |
| ---- | ------------- | ------------------------- | --------- |
| 2009 | Magic         | Prêmio canções vencedoras | Indicado  |
| 2010 | Naturally     | Prêmio canções vencedoras | Venceu    |
| 2014 | Come & Get It | Prêmio canções vencedoras | Venceu    |

## Billboard’s

### Billboard Music Awards
| Ano  | Nomeação     | Categoria         | Resultado |
| ---- | ------------ | ----------------- | --------- |
| 2015 | Selena Gomez | Top Social Artist | Indicado  |
| 2016 | Selena Gomez | Top Social Artist | Indicado  |
| 2016 | Selena Gomez | Top Female Artist | Indicado  |
| 2017 | Selena Gomez | Top Social Artist | Indicado  |

### Billboard Women In Music
| Ano  | Nomeação     | Categoria         | Resultado |
| ---- | ------------ | ----------------- | --------- |
| 2015 | Selena Gomez | Chart Topper      | Venceu    |
| 2017 | Selena Gomez | Women of the Year | Venceu    |

### Billboard.com's Mid-Year Music Awards
| Ano  | Nomeação      | Categoria         | Resultado |
| ---- | ------------- | ----------------- | --------- |
| 2013 | Come & Get It | Canção do Verão   | Venceu    |
| 2015 | Selena Gomez  | Fan army face off | Indicado  |

ASCAP Pop Music Awards
It aint me 2018

## Bravo Otto
| Ano  | Nomeação     | Categoria                            | Resultado |
| ---- | ------------ | ------------------------------------ | --------- |
| 2010 | Selena Gomez | Melhor Estrela de TV - OURO          | Venceu    |
| 2011 | Selena Gomez | Melhor Estrela de TV - OURO          | Venceu    |
| 2011 | Selena Gomez | Melhor Estrela de Cinema - PRATA     | Venceu    |
| 2011 | Selena Gomez | Melhor Cantora - BRONZE              | Venceu    |
| 2012 | Selena Gomez | Melhor Artista Feminina da TV - OURO | Venceu    |

## BÖP Awards
| Ano  | Nomeação     | Categoria                                               | Resultado |
| ---- | ------------ | ------------------------------------------------------- | --------- |
| 2011 | Selena Gomez | Melhor Protagonista Feminina em Filme de Longa-Metragem | Venceu    |

## Capricho Awards
| Ano  | Nomeação                        | Categoria                    | Resultado |
| ---- | ------------------------------- | ---------------------------- | --------- |
| 2010 | Os Feiticeiros de Waverly Place | Melhor Série Internacional   | Venceu    |
| 2010 | Selena Gomez                    | Melhor Atriz Internacional   | Indicado  |
| 2011 | Selena Gomez                    | Melhor Cantora Internacional | Indicado  |
| 2011 | Selena Gomez e Justin Bieber    | Melhor Capa                  | Indicado  |
| 2011 | Selena Gomez e Justin Bieber    | Melhor Casal                 | Indicado  |
| 2011 | Selena Gomez e Justin Bieber    | Fato do Ano                  | Indicado  |
| 2012 | Selena Gomez e Justin Bieber    | Melhor Casal Real            | Indicado  |
| 2013 | Come & Get It                   | Melhor Clipe                 | Indicado  |
| 2013 | Selena Gomez e Justin Bieber    | Troféu Vai e Volta           | Venceu    |
| 2013 | Selenators                      | Fã-Clube do Ano              | Indicado  |

## Critics' Choice Movie and Television Awards
Os Prêmios Critics' Choice Movie (no original, em inglês: Critics' Choice Movie Awards), anteriormente conhecido como Broadcast Film Critics Association Award, são concedidos anualmente desde 1995 pela Broadcast Film Critics Association (BFCA) para honrar as melhores realizações cinematográficas.
| Ano  | Nomeação                     | Categoria                        | Resultado |
| ---- | ---------------------------- | -------------------------------- | --------- |
| 2022 | Only Murders in the Building | Melhor Atriz em Série de Comédia | Indicado  |
| 2022 | Selena + Chef                | Estrela Feminina do Ano          | Venceu    |
| 2023 | Selena + Chef                | Estrela do Ano                   | Indicado  |
| 2023 | Selena + Chef                | Melhor Apresentadora             | Indicado  |
| 2024 | Selena + Restaurant          | Estrela do Ano                   | Indicado  |
| 2025 | Emilia Pérez                 | Melhor Elenco                    | Pendente  |
| 2025 | Emilia Pérez                 | Melhor Canção                    | Pendente  |

## Do Something Awards
| Ano  | Nomeação   | Categoria               | Resultado |
| ---- | ---------- | ----------------------- | --------- |
| 2011 | Selenators | Melhor Exército de Fans | Indicado  |

| Ano  | Nomeação                     | Categoria    | Resultado |
| ---- | ---------------------------- | ------------ | --------- |
| 2012 | Selena Gomez e Unicef        | Facebook     | Indicado  |
| 2012 | Selena Gomez e Justin Bieber | Melhor Casal | Indicado  |

## Festival de Cannes
O Prix d'interprétation féminine (em português: Prêmio de interpretação feminina), também conhecido como Palma de Ouro de Melhor Atriz, é um dos prêmios atribuídos pelo júri da seção oficial do Festival de Cinema de Cannes. O festival foi idealizado em 1939 por iniciativa de Jean Zay, ministro francês da Instrução Pública e das Belas Artes. A primeira edição ocorreu em 1946 e, desde então reúne grandes nomes da sétima arte no balneário francês de Cannes, localizado na Côte d'Azur, a Riviera Francesa. É o mais prestigiado evento de cinema do mundo.
| Ano  | Nomeação     | Categoria                        | Resultado |
| ---- | ------------ | -------------------------------- | --------- |
| 2024 | Emilia Pérez | Prêmio de Interpretação Feminina | Venceu    |

## Glamour’s Women of the Year Awards
| Ano  | Nomeação     | Categoria                  | Resultado |
| ---- | ------------ | -------------------------- | --------- |
| 2012 | Selena Gomez | Mulher do Ano              | Venceu    |
| 2012 | Selena Gomez | Artista Solo Internacional | Venceu    |

## Globo de Ouro
Os Prêmios Globo de Ouro (português brasileiro) ou Prémios Globo de Ouro (português europeu) (em inglês, Golden Globe Awards) são premiações entregues anualmente aos melhores profissionais do cinema e da televisão dentro e fora dos Estados Unidos. Entregues desde 1944 pela Associação de Imprensa Estrangeira de Hollywood (Hollywood Foreign Press Association), são reconhecidos como uma das maiores honras que um profissional dessas indústrias possa receber, sendo o maior prémio da crítica, já que o Óscar e o Emmy são prêmios atribuídos através da avaliação dos respectivos pares.
| Ano  | Nomeação                                    | Categoria                    | Resultado |
| ---- | ------------------------------------------- | ---------------------------- | --------- |
| 2022 | Melhor Série de Comédia ou Musical          | Only Murders in the Building | Indicado  |
| 2023 | Melhor Série de Comédia ou Musical          | Only Murders in the Building | Indicado  |
| 2023 | Melhor Atriz em Série de Comédia ou Musical | Only Murders in the Building | Indicado  |
| 2024 | Melhor Atriz em Série de Comédia ou Musical | Only Murders in the Building | Indicado  |
| 2024 | Melhor Série de Comédia ou Musical          | Only Murders in the Building | Indicado  |
| 2025 | Melhor Série de Comédia ou Musical          | Only Murders in the Building | Indicado  |
| 2025 | Melhor Atriz em Série de Comédia ou Musical | Only Murders in the Building | Indicado  |
| 2025 | Melhor Atriz Coadjuvante em Cinema          | Emilia Pérez                 | Indicado  |

## Grammy Awards
O Grammy Awards é uma cerimônia de premiação da The Recording Academy. É também considerada a principal premiação de música. Os vencedores recebem um Gramofone Dourado como troféu do evento.
| Ano  | Nomeação             | Categoria                             | Resultado |
| ---- | -------------------- | ------------------------------------- | --------- |
| 2022 | Revelación           | Melhor Álbum Pop Latino               | Indicado  |
| 2023 | Music of the Spheres | Álbum do Ano (como artista convidada) | Indicado  |

## Latin Grammy Awards
O Grammy Latino é a principal e consagrada premiação de música latina.
| Ano  | Nomeação   | Categoria                      | Resultado |
| ---- | ---------- | ------------------------------ | --------- |
| 2021 | De Una Vez | Melhor Clipe em Curta-Metragem | Indicado  |

## Guiness World Awards
O Guiness World Records é um livro de referência publicado anualmente, contendo uma coleção de registros mundiais, tanto as realizações mundiais quanto os extremos do mundo natural. Selena Gomez possui dez registros.
| Ano  | Categoria                                                                           | Trabalho Nomeado | Resultado |
| ---- | ----------------------------------------------------------------------------------- | ---------------- | --------- |
| 2015 | Maior vencedora dos prêmios Children's Choice da Nickelodeon ganhou por uma cantora |                  | Ganhou    |
| 2015 | A maior vencedora dos prêmios Nickelodeon Kids Choice Awards ganhou (feminino)      |                  | Ganhou    |
| 2016 | A mais seguida no Twitter para um ator (feminino)                                   |                  | Ganhou    |
| 2016 | A mais seguida no Twitter para um ator                                              |                  | Ganhou    |
| 2016 | A mais curtida no facebook para um ator                                             |                  | Ganhou    |
| 2016 | A mais seguida no instagram para uma cantora                                        |                  | Ganhou    |
| 2016 | A mulher mais seguida no instagram                                                  |                  | Ganhou    |
| 2016 | A mais seguida no instagram                                                         |                  | Ganhou    |
| 2017 | A mais seguida (feminino) no musical.ly                                             |                  | Ganhou    |

## Hollywood Style Awards
| Ano  | Nomeação     | Categoria                           | Resultado |
| ---- | ------------ | ----------------------------------- | --------- |
| 2009 | Selena Gomez | Melhor Estilosa da Moda Tradicional | Venceu    |

## Hollywood Teen TV Awards
| Ano  | Nomeação                        | Categoria                       | Resultado |
| ---- | ------------------------------- | ------------------------------- | --------- |
| 2010 | Selena Gomez                    | Melhor Artista Musical Feminina | Venceu    |
| 2010 | Selena Gomez                    | Artista Feminina Mais Sexy      | Venceu    |
| 2010 | SelenaGomezWeb.org              | Melhor Fan Clube                | Indicado  |
| 2012 | Love You Like A Love Song       | Canção do Ano                   | Indicado  |
| 2012 | Selena Gomez & The Scene        | Grupo Musical Favorito          | Indicado  |
| 2012 | Selena Gomez                    | Atriz de Cinema Favorita        | Venceu    |
| 2012 | Selena Gomez                    | Atriz de Televisão Favorita     | Indicado  |
| 2012 | Os Feiticeiros de Waverly Place | Programa de Televisão Favorito  | Venceu    |

## Imagen Foundation Awards
| Ano  | Nomeação                               | Categoria          | Resultado |
| ---- | -------------------------------------- | ------------------ | --------- |
| 2008 | Selena Gomez                           | Melhor Atriz de TV | Indicado  |
| 2009 | Selena Gomez                           | Melhor Atriz de TV | Indicado  |
| 2010 | Selena Gomez                           | Melhor Atriz de TV | Indicado  |
| 2011 | Selena Gomez                           | Melhor Atriz de TV | Venceu    |
| 2012 | Selena Gomez                           | Melhor Atriz de TV | Indicado  |
| 2013 | Selena Gomez                           | Melhor Atriz de TV | Indicado  |
| 2013 | Os Feiticeiros Retornam: Alex vs. Alex | Melhor Programa    | Indicado  |

## Prêmios iHeartRadio
O iHeartRadio Music Awards é um programa internacional de premiação de música fundado pelo iHeartRadio em 2014. Selena Gomez possui dez indicações e uma vitória.
| Ano  | Categoria               | Trabalho Nomeado | Resultado |
| ---- | ----------------------- | ---------------- | --------- |
| 2014 | Melhor Instagram        |                  | Indicado  |
| 2015 | Melhores Fãs            |                  | Indicado  |
| 2016 | Artista Feminina do Ano |                  | Indicado  |
| 2016 | Ameaça Tripla           |                  | Ganhou    |
| 2016 | Melhores Fãs            |                  | Indicado  |
| 2017 | Artista Femina do Ano   |                  | Indicado  |
| 2017 | Melhores Fãs            |                  | Indicado  |
| 2018 | Melhores Fãs            |                  | Indicado  |
| 2018 | Clipe do Ano            | Bad Liar         | Indicado  |
| 2018 | Melhor Gravação Dance   | It Ain't Me      | Indicado  |

## J-14 Icon Awards
| Ano  | Nomeação                                          | Categoria                      | Resultado |
| ---- | ------------------------------------------------- | ------------------------------ | --------- |
| 2010 | Selena Gomez (voluntaria na África para a UNICEF) | Coração Ícone                  | Venceu    |
| 2010 | Selena Gomez                                      | Atriz de TV Icônica            | Venceu    |
| 2010 | Selena Gomez                                      | Ditadora de Tendência Icônica  | Venceu    |
| 2010 | Selena Gomez                                      | Estrela Feminina Icônica       | Indicado  |
| 2010 | Selena Gomez                                      | Icone do Ano                   | Indicado  |
| 2011 | Selena Gomez                                      | Ditadora de Tendências Icônica | Venceu    |
| 2011 | Selena Gomez                                      | Estrela Feminina Icônica       | Indicado  |
| 2011 | Selena Gomez                                      | Atriz de filme Icônica         | Venceu    |
| 2011 | Selena Gomez                                      | Ameaça-tripla Icônica          | Venceu    |
| 2011 | Selena Gomez                                      | Ícone do Ano                   | Venceu    |
| 2011 | Selena Gomez & Justin Bieber                      | Casal Icônico                  | Indicado  |
| 2011 | Monte Carlo                                       | Filme Icônico                  | Venceu    |

## Los 40 Music Awards
O LOS40 Music Awards é um prêmio apresentado pela estação musical Los 40 principales. Selena Gomez ganhou um prêmio
| Ano  | Categoria                  | Nomeação                | Resultado |
| ---- | -------------------------- | ----------------------- | --------- |
| 2017 | Vídeo Internacional do Ano | It Ain't Me (with Kygo) | Venceu    |

## Make-A-Wish Foundation
| Ano  | Nomeação     | Categoria                            | Resultado |
| ---- | ------------ | ------------------------------------ | --------- |
| 2013 | Selena Gomez | Chris Greicius Prêmio de Celebridade | Venceu    |

## Most Beautiful Woman of World
| Ano  | Nomeação     | Categoria                     | Resultado |
| ---- | ------------ | ----------------------------- | --------- |
| 2012 | Selena Gomez | Mais bonita do mundo          | Venceu    |
| 2013 | Selena Gomez | Mais bonita do mundo          | Venceu    |
| 2013 | Selena Gomez | Mais bonita do mundo(revista) | Venceu    |
| 2016 | Selena Gomez | Mais bonita do mundo          | Venceu    |

## MTV Europe Music Awards
| Ano  | Nomeação     | Categoria               | Resultado |
| ---- | ------------ | ----------------------- | --------- |
| 2011 | Selenators   | Maiores Fãs             | Indicado  |
| 2013 | Selena Gomez | Melhor Artista Feminina | Indicado  |
| 2016 | Selena Gomez | Melhor Artista Feminina | Indicado  |

### MTV Millennial Awards
| Ano  | Nomeação        | Categoria                           | Resultado |
| ---- | --------------- | ----------------------------------- | --------- |
| 2013 | Selena Gomez    | Celebridade Sem Filtro no Instagram | Indicado  |
| 2013 | Spring Breakers | Filme do Ano                        | Indicado  |

## MTV Video Music Awards
| Ano  | Nomeação                           | Categoria                   | Resultado |
| ---- | ---------------------------------- | --------------------------- | --------- |
| 2012 | Love You like a Love Song          | Melhor Clipe Feminino       | Indicado  |
| 2013 | Come & Get It                      | Melhor Clipe Pop            | Venceu    |
| 2013 | Come & Get It                      | Música do Verão             | Indicado  |
| 2015 | Good for You                       | Música do Verão             | Indicado  |
| 2016 | Kill Em with Kindness              | Música do Verão             | Indicado  |
| 2017 | It Ain't Me                        | Melhor Clipe Dance          | Indicado  |
| 2017 | We Don't Talk Anymore              | Melhor Clipe de Colaboração | Indicado  |
| 2019 | I Can't Get Enough                 | Melhor Clipe Latino         | Indicado  |
| 2019 | Taki Taki                          | Melhor Clipe Dance          | Indicado  |
| 2020 | Boyfriend                          | Melhor Direção de Arte      | Indicado  |
| 2021 | Ice Cream                          | Melhor Clipe de K-Pop       | Indicado  |
| 2023 | Calm Down (featuring Selena Gomez) | Música do Ano               | Indicado  |
| 2023 | Calm Down (featuring Selena Gomez) | Melhor Clipe de Colaboração | Indicado  |
| 2023 | Calm Down (featuring Selena Gomez) | Melhor Clipe de Afrobeats   | Venceu    |

## MuchMusic Video Awards
| Ano  | Nomeação                    | Categoria                              | Resultado |
| ---- | --------------------------- | -------------------------------------- | --------- |
| 2011 | "A Year Without Rain"       | Video Internacional do Ano             | Indicado  |
| 2011 | "A Year Without Rain"       | Melhor Video Pop Internacional         | Indicado  |
| 2011 | "A Year Without Rain"       | Melhor Video Internacional de um Grupo | Indicado  |
| 2012 | "Love You Like A Love Song" | Melhor Video Internacional de um Grupo | Indicado  |
| 2014 | "Selena Gomez"              | Artista Internacional Predileta        | Venceu    |

## Music Choice Awards
| Ano  | Nomeação   | Categoria       | Resultado |
| ---- | ---------- | --------------- | --------- |
| 2016 | Selenators | Favorite Fandom | Venceu    |

## NAACP Image Awards
| Ano  | Nomeação                     | Categoria                                        | Resultado |
| ---- | ---------------------------- | ------------------------------------------------ | --------- |
| 2009 | Selena Gomez                 | Melhor Performance Jovem em um Programa Infantil | Indicado  |
| 2010 | Selena Gomez                 | Melhor Performance Jovem em um Programa Infantil | Indicado  |
| 2011 | Selena Gomez                 | Melhor Performance Jovem em um Programa Infantil | Indicado  |
| 2012 | Feiticeiros de Waverly Place | Melhor Roteiro em uma Série de Comédia           | Indicado  |

## Nickelodeon Awards

### Australian Kids' Choice Awards
| Ano  | Nomeação                        | Categoria                          | Resultado |
| ---- | ------------------------------- | ---------------------------------- | --------- |
| 2009 | Selena Gomez                    | Atriz Internacional de TV Favorita | Indicado  |
| 2010 | Selena Gomez                    | Atriz Internacional de TV Favorita | Venceu    |
| 2010 | Feiticeiros de Waverly Place    | Melhor Série de TV                 | Indicado  |
| 2011 | Selena Gomez                    | Atriz Internacional de TV Favorita | Venceu    |
| 2012 | Selena Gomez                    | Atriz Internacional de TV Favorita | Venceu    |
| 2013 | Selena Gomez                    | Atriz Internacional de TV Favorita | Venceu    |
| 2013 | Os Feiticeiros de Waverly Place | Melhor Série de TV                 | Indicado  |

### Kids' Choice Awards (USA)
| Ano  | Nomeação                         | Categoria                | Resultado | Ref.   |
| ---- | -------------------------------- | ------------------------ | --------- | ------ |
| 2009 | Selena Gomez                     | Atriz de TV Favorita     | Venceu    | [ 9 ]  |
| 2009 | Os Feiticeiros de Waverly Place. | Serie de TV Favorita     | Indicado  |        |
| 2010 | Selena Gomez                     | Atriz de TV Favorita     | Venceu    |        |
| 2010 | Feiticeiros de Waverly Place     | Serie de TV Favorita     | Indicado  |        |
| 2011 | Selena Gomez                     | Atriz de TV Favorita     | Venceu    | [ 10 ] |
| 2011 | Selena Gomez                     | Cantora Favorita         | Venceu    | [ 10 ] |
| 2011 | Feiticeiros de Waverly Place     | Série de TV Favorita     | Indicado  | [ 10 ] |
| 2012 | Selena Gomez                     | Atriz de TV Favorita     | Venceu    |        |
| 2012 | Selena Gomez                     | Cantora Favorita         | Venceu    |        |
| 2012 | Feiticeiros de Waverly Place     | Programa de TV Favorito  | Indicado  |        |
| 2013 | Selena Gomez                     | Atriz de TV Favorita     | Venceu    |        |
| 2013 | Os Feiticeiros de Waverly Place  | Programa de TV Favorito  | Indicado  |        |
| 2014 | Selena Gomez                     | Cantora Favorita         | Venceu    |        |
| 2014 | Selena Gomez                     | Melhores Fãs             | Venceu    |        |
| 2015 | Selena Gomez                     | Cantora Favorita         | Venceu    |        |
| 2017 | Selena Gomez                     | Cantora Favorita         | Venceu    |        |
| 2016 | Good for You                     | Colaboração Favorita     | Indicado  | [ 11 ] |
| 2016 | Selena Gomez                     | Voz de Animação Favorita | Indicado  | [ 11 ] |
| 2016 | Selena Gomez                     | Cantora Favorita         | Indicado  | [ 11 ] |

### Meus Prêmios Nick
| Ano  | Nomeação     | Categoria                          | Resultado |
| ---- | ------------ | ---------------------------------- | --------- |
| 2012 | Selena Gomez | Artista Internacional Favorito     | Indicado  |
| 2013 | Selena Gomez | Artista Internacional Favorito     | Indicado  |
| 2014 | Selena Gomez | Fandom Favorito                    | Indicado  |
| 2016 | Selena Gomez | Artista Internacional Favorito     | Indicado  |
| 2017 | Bad Liar     | Hit Internacional Favorito         | Indicado  |
| 2017 | Selena Gomez | Instagramer Internacional Favorito | Indicado  |

### UK's Kids' Choice Awards
| Ano  | Nomeação                        | Categoria              | Resultado |
| ---- | ------------------------------- | ---------------------- | --------- |
| 2011 | Selena Gomez                    | Artista de TV Favorita | Venceu    |
| 2011 | Os Feiticeiros de Waverly Place | Série de TV Favorita   | Venceu    |
| 2012 | Selena Gomez                    | Atriz de TV Favorita   | Venceu    |
| 2012 | Os Feiticeiros de Waverly Place | Série de TV Favorita   | Indicado  |
| 2012 | Selena Gomez                    | Cantora Favorita       | Venceu    |

### Kids Choice Awards Argentina
| Ano  | Nomeação     | Categoria                      | Resultado |
| ---- | ------------ | ------------------------------ | --------- |
| 2011 | Selena Gomez | Cantora Internacional Favorita | Venceu    |
| 2017 | It Ain't Me  | Colaboração Favorita           | Venceu    |

### Kids Choice Awards México
| Ano  | Nomeação           | Categoria             | Resultado |
| ---- | ------------------ | --------------------- | --------- |
| 2013 | Selena Gomez       | Artista Internacional | Indicado  |
| 2013 | Hotel Transylvania | Melhor Filme          | Venceu    |
| 2015 | Selena Gomez       | Artista Internacional | Indicado  |

## NRJ Music Awards
O NRJ Music Awards foi criado em 2000 pela estação de rádio francesa NRJ e pela rede de televisão TF1. Selena Gomez ganhou um prêmio.
| Ano  | Categoria                             | Nomeação     | Resultado |
| ---- | ------------------------------------- | ------------ | --------- |
| 2017 | Artista Internacional Feminina do Ano | Selena Gomez | Venceu    |

## O Music Awards
| Ano  | Nomeação     | Categoria                             | Resultado |
| ---- | ------------ | ------------------------------------- | --------- |
| 2012 | Selena Gomez | Melhor Artista com Celular com Câmera | Venceu    |
| 2013 | Selenators   | Melhores Fãs                          | Venceu    |

## People's Choice Awards
| Ano  | Nomeação     | Categoria               | Resultado |
| ---- | ------------ | ----------------------- | --------- |
| 2013 | Selenators   | Melhores Fãs de Músicos | Indicado  |
| 2014 | Selena Gomez | Artista Feminina        | Indicado  |
| 2015 | Selena Gomez | Artista Feminina        | Indicado  |
| 2015 | Selena Gomez | Dubladora favorita      | Venceu    |
| 2021 | Selena Gomez | Estrela de TV Favorita  | Venceu    |
| 2021 | Selena Gomez | Série de TV Favorita    | Indicado  |

## Perezzies Awards
| Ano  | Nomeação                     | Categoria    | Resultado |
| ---- | ---------------------------- | ------------ | --------- |
| 2011 | Selena Gomez & Justin Bieber | Melhor Casal | Venceu    |

## Premios People en Español
| Ano  | Nomeação                  | Categoria               | Resultado |
| ---- | ------------------------- | ----------------------- | --------- |
| 2012 | Love You Like a Love Song | Melhor Vídeo do Ano     | Indicado  |
| 2012 | Selena Gomez              | Melhor Cantora Feminina | Indicado  |

## Premios Telehit
| Ano  | Nomeação     | Categoria                            | Resultado |
| ---- | ------------ | ------------------------------------ | --------- |
| 2011 | Selena Gomez | Melhor Artista Juvenil Internacional | Venceu    |

## Primetime Emmy Awards
O Emmy do Primetime são prêmios atribuídos pela Academia de Artes & Ciências Televisivas em reconhecimento da excelência da programação televisiva do horário nobre nos Estados Unidos. Primeiramente realizados em 1949, eram referidos pelos Prêmios Emmys mas com a criação dos Prémios Emmy do Daytime foi acrescentado "Primetime" para permitir a distinção entre os dois. Selena recebeu três indicações como produtora e uma indicação em atuação.
| Ano  | Nomeação                     | Categoria                        | Resultado |
| ---- | ---------------------------- | -------------------------------- | --------- |
| 2022 | Only Murders in the Building | Melhor Série de Comédia          | Indicado  |
| 2023 | Only Murders in the Building | Melhor Série de Comédia          | Indicado  |
| 2024 | Only Murders in the Building | Melhor Série de Comédia          | Indicado  |
| 2024 | Only Murders in the Building | Melhor Atriz em Série de Comédia | Indicado  |

## Radio Disney Music Awards
| Ano  | Nomeação                      | Categoria                           | Resultado |
| ---- | ----------------------------- | ----------------------------------- | --------- |
| 2013 | Selena Gomez                  | Artista Feminina                    | Venceu    |
| 2013 | Selenators                    | Fãs Ferozes                         | Indicado  |
| 2014 | Come and get it               | Canção do ano                       | Venceu    |
| 2014 | Selena Gomez                  | Artista mais falado da Radio Disney | Venceu    |
| 2014 | Birthday                      | Melhor Canção para dançar           | Venceu    |
| 2015 | The Heart Wants What It Wants | Melhor canção de fim de namoro      | Venceu    |
| 2016 | Selena Gomez                  | Melhor Artista Feminina             | Venceu    |

## SAG Awards
Os Prémios ou Prêmios Screen Actors Guild (no original, em inglês: Screen Actors Guild Awards, também conhecidos como SAG Awards ou simplesmente The Actor) são prêmios anuais promovidos pela Screen Actors Guild‐American Federation of Television and Radio Artists (SAG-AFTRA) com intuito de reconhecer desempenhos excepcionais no cinema e na televisão.
| Ano  | Nomeação                     | Categoria                         | Resultado |
| ---- | ---------------------------- | --------------------------------- | --------- |
| 2022 | Only Murders in the Building | Melhor Elenco em Série de Comédia | Indicado  |
| 2023 | Only Murders in the Building | Melhor Elenco em Série de Comédia | Indicado  |
| 2024 | Only Murders in the Building | Melhor Elenco em Série de Comédia | Indicado  |
| 2025 | Only Murders in the Building | Melhor Elenco em Série de Comédia | Venceu    |
| 2025 | Emilia Pérez                 | Melhor Elenco em Cinema           | Indicado  |

## Seventeen magazine
| Ano  | Nomeação     | Categoria                          | Resultado |
| ---- | ------------ | ---------------------------------- | --------- |
| 2014 | Selena Gomez | Artista Mais Poderosa Antes Dos 21 | Venceu    |

## Shot Music Awards
| Ano  | Nomeação                  | Categoria           | Resultado |
| ---- | ------------------------- | ------------------- | --------- |
| 2012 | Love You Like A Love Song | Shot Canção de Amor | Venceu    |

## Shorty Awards
| Ano  | Nomeação     | Categoria                 | Resultado |
| ---- | ------------ | ------------------------- | --------- |
| 2012 | Selena Gomez | Celebridade do Ano        | Indicado  |
| 2012 | Selena Gomez | Ativista do Ano           | Indicado  |
| 2012 | Selena Gomez | Filantropa do Ano         | Indicado  |
| 2012 | Selena Gomez | Melhor Atriz              | Venceu    |
| 2012 | Selena Gomez | Melhor Cantora            | Indicado  |
| 2012 | Selena Gomez | Melhor Designer           | Indicado  |
| 2012 | Selena Gomez | Icone da Moda Adolescente | Indicado  |
| 2012 | Monte Carlo  | Melhor Filme              | Indicado  |
| 2016 | Selena Gomez | Melhor Cantora            | Indicado  |

## Social Star Awards
| Ano  | Nomeação     | Categoria         | Resultado |
| ---- | ------------ | ----------------- | --------- |
| 2012 | Selena Gomez | Estrela de Cinema | Venceu    |
| 2013 | Selena Gomez | Atriz Americana   | Venceu    |

## Soul & Jazz Awards
| Ano  | Nomeação                 | Categoria         | Resultado |
| ---- | ------------------------ | ----------------- | --------- |
| 2010 | Selena Gomez & The Scene | Aposta do Ano     | Venceu    |
| 2011 | Selena Gomez             | Ídolo Teen do Ano | Indicada  |

## Teen Choice Awards
| Ano                             | Nomeação                        | Categoria                      | Resultado |
| ------------------------------- | ------------------------------- | ------------------------------ | --------- |
| 2009                            |                                 |                                |           |
| Selena Gomez                    | Ícone Feminino Fashion          | Venceu                         |           |
| Selena Gomez                    | Melhor Atriz de TV              | Venceu                         |           |
| Selena Gomez                    | Melhor Atriz de Cinema          | Venceu                         |           |
| Os Feiticeiros de Waverly Place | Melhor Serie de Comédia         | Venceu                         |           |
| 2010                            | Selena Gomez                    | Melhor Atriz de TV             | Venceu    |
| 2010                            | Selena Gomez                    | Icone Feminino Fashion         | Venceu    |
| 2010                            | Selena Gomez                    | Melhor Atriz de Cinema         | Indicado  |
| 2010                            | Selena Gomez & The Scene        | Artista Revelação              | Venceu    |
| 2010                            | Selena Gomez & The Scene        | Melhor Grupo                   | Venceu    |
| 2010                            | Os Feiticeiros de Waverly Place | Melhor Serie de Comédia        | Indicado  |
| 2011                            | Selena Gomez                    | Gata do Ano                    | Venceu    |
| 2011                            | Selena Gomez                    | Melhor Cantora                 | Indicado  |
| 2011                            | Selena Gomez                    | Melhor Atriz de Cinema         | Indicado  |
| 2011                            | Selena Gomez                    | Melhor Atriz de TV             | Venceu    |
| 2011                            | Selena Gomez & The Scene        | Melhor Grupo                   | Venceu    |
| 2011                            | "Love You Like a Love Song"     | Melhor Canção de Amor          | Venceu    |
| 2011                            | "Who Says"                      | Melhor Single                  | Venceu    |
| 2011                            | Monte Carlo                     | Melhor Filme                   | Indicado  |
| 2011                            | Os Feiticeiros de Waverly Place | Melhor Serie de Comédia        | Indicado  |
| 2012                            | Selena Gomez                    | Mulher mais Sexy               | Indicado  |
| 2012                            | Selena Gomez & The Scene        | Grupo Musical                  | Venceu    |
| 2012                            | Hit The Lights                  | Música Single de Grupo         | Venceu    |
| 2013                            | Selena Gomez                    | Artista Feminina               | Indicado  |
| 2013                            | Selena Gomez                    | Melhor Sorriso                 | Indicado  |
| 2013                            | Selena Gomez                    | Mulher mais Sexy               | Venceu    |
| 2013                            | Selena Gomez                    | Cantora do Verão               | Venceu    |
| 2013                            | Come & Get It                   | Melhor música de Rompimento    | Venceu    |
| 2013                            | Come & Get It                   | Single de um Artista Feminino  | Indicado  |
| 2014                            | Selena Gomez                    | Mulher mais Sexy               | Venceu    |
| 2014                            | Selena Gomez                    | Melhor Sorriso                 | Indicado  |
| 2014                            | Selena Gomez                    | Melhor Instagram               | Indicado  |
| 2014                            | Selena Gomez                    | Ultimate Choice Award          | Venceu    |
| 2015                            | Selena Gomez                    | Artista Feminina               | Indicado  |
| 2015                            | Selena Gomez                    | Artista Feminina mais Quente   | Indicado  |
| 2015                            | Selena Gomez                    | Canção do Verão - Good for You | Indicado  |
| 2015                            | Selena Gomez                    | Melhor Instagram               | Indicado  |

## Telehit Awards
| Ano  | Nomeação     | Categoria                            | Resultado |
| ---- | ------------ | ------------------------------------ | --------- |
| 2011 | Selena Gomez | Melhor Artista Juvenil Internacional | Venceu    |

## Troféu Top TVZ
| Ano  | Nomeação     | Categoria                    | Resultado |
| ---- | ------------ | ---------------------------- | --------- |
| 2010 | Selena Gomez | Artista Internacional do Ano | Indicado  |

## Vevo Certified
| Ano  | Nomeação                                          | Categoria "+100M."            | Resultado |
| ---- | ------------------------------------------------- | ----------------------------- | --------- |
| 2011 | Naturally                                         | +300 milhões de visualizações | Venceu    |
| 2011 | Who Says                                          | +200 milhões de visualizações | Venceu    |
| 2011 | A Year Without Rain                               | +200 milhões de visualizações | Venceu    |
| 2012 | Love You Like a Love Song                         | +500 milhões de visualizações | Venceu    |
| 2013 | Come & Get It                                     | +500 milhões de visualizações | Venceu    |
| 2014 | Slow Down                                         | +200 milhões de visualizações | Venceu    |
| 2014 | Tell Me Something I Don't Know                    | +100 milhões de visualizações | Venceu    |
| 2014 | The Heart Wants What It Wants                     | +500 milhões de visualizações | Venceu    |
| 2015 | Hit The Lights                                    | +100 milhões de visualizações | Venceu    |
| 2015 | Round & Round                                     | +100 milhões de visualizações | Venceu    |
| 2015 | I Want You To Know                                | +100 milhões de visualizações | Venceu    |
| 2015 | Good for You                                      | +400 milhões de visualizações | Venceu    |
| 2016 | Same Old Love                                     | +300 milhões de visualizações | Venceu    |
| 2016 | Hands to Myself                                   | +200 milhões de visualizações | Venceu    |
| 2016 | Kill Em with Kindness                             | +400 milhões de visualizações | Venceu    |
| 2016 | We Don't Talk Anymore                             | +1,7 bilhões de visualizações | Venceu    |
| 2017 | It Ain't Me (audio)                               | +400 milhões de visualizações | Venceu    |
| 2017 | It Ain't Me                                       | +100 milhões de visualizações | Venceu    |
| 2017 | Bad Liar                                          | +200 milhões de visualizações | Venceu    |
| 2017 | We Don't Talk Anymore (Official Live Performance) | +100 milhões de visualizações | Venceu    |
| 2017 | Fetish                                            | +100 milhões de visualizações | Venceu    |
| 2017 | Wolves                                            | +100 milhões de visualizações | Venceu    |
| 2017 | Wolves (canção) (Visualizer)                      | +100 milhões de visualizações | Venceu    |

## Virgin Media Awards
| Ano  | Nomeação     | Categoria                      | Resultado |
| ---- | ------------ | ------------------------------ | --------- |
| 2013 | Selena Gomez | Próximo Grande Artista em 2013 | Venceu    |

## Unite4:Humanity Awards
| Ano  | Nomeação     | Categoria         | Resultado |
| ---- | ------------ | ----------------- | --------- |
| 2014 | Selena Gomez | Jovem Humanitária | Venceu    |

## World Music Awards
| Ano  | Nomeação     | Categoria                        | Resultado |
| ---- | ------------ | -------------------------------- | --------- |
| 2012 | Selena Gomez | Melhor Artista Feminina do Mundo | Indicado  |
| 2012 | Selena Gomez | Melhor Entretenimento do Ano     | Indicado  |
| 2015 | Good for You | Melhor Música do Mundo           | Indicado  |
| 2015 | Good for You | Melhor Vídeo do Mundo            | Indicado  |
| 2015 | Selena Gomez | Melhor Artista Feminina do Mundo | Indicado  |
| 2015 | Selena Gomez | Melhor Performance do Mundo      | Indicado  |
| 2015 | Selena Gomez | Melhor Entretenimento do Ano     | Indicado  |

## Year In Vevo
| Ano  | Nomeação     | Categoria          | Resultado |
| ---- | ------------ | ------------------ | --------- |
| 2015 | Good for You | Relationship Goals | Venceu    |

## Youtube Music Awards
| Ano  | Nomeação      | Categoria    | Resultado |
| ---- | ------------- | ------------ | --------- |
| 2013 | Come & Get It | Vídeo do Ano | Indicado  |

## Young's Awards

### Young artist Awards
| Ano  | Nomeação                            | Categoria                           | Resultado |
| ---- | ----------------------------------- | ----------------------------------- | --------- |
| 2009 | Um Outro Conto da Nova Cinderela    | Melhor Performance em Filme Para TV | Venceu    |
| 2009 | Os Feiticeiros de Waverly Place     | Melhor Serie                        | Indicado  |
| 2009 | Horton e O Mundo dos Quem           | Melhor Dublagem                     | Indicado  |
| 2010 | Programa de Proteção Para Princesas | Melhor Filme Para TV                | Indicado  |

### Youth Rock Awards
| Ano  | Nomeação                     | Categoria                         | Resultado |
| ---- | ---------------------------- | --------------------------------- | --------- |
| 2011 | Selena Gomez                 | Artista do Ano                    | Indicado  |
| 2011 | Feiticeiros de Waverly Place | Melhor Elenco em Série de Comédia | Indicado  |

## Prêmios por ano
- 2 Soul & Jazz Award
- 3 Kids' Choice Award
- 2 Hollywood Teen TV Awards
- 2 Australian Kids' Choice Award
- 3 J-14 Teen Icon Awards
- 4 Teen Choice Awards
- 1 NAACP Image Awards
- 1 Gracie Allen Award
- 4 Capricho Award
- 3 Bravo Otto

- 3 Kids' Choice Award
- 2 UK's Kids' Choice Awards
- 5 Teen Choice Awards
- 1 Imagen Award
- 1 Australian Kids' Choice Award
- 2 BÖP Awards
- 2 Kids Choice Awards Argentina
- 1 NAACP Image Awards
- 1 Premio Telehit
- 1 Vevo Certified
- 6 J-14 Teen Icon Awards
- 2 Perezzies Awards
- 3 Bravo Otto

- 2 Hollywood Teen TV Awards
- 2 Shorty Awards
- 2 Kids' Choice Awards
- 2 UK's Kids' Choice Awards
- 1 Australian Kids' Choice Award
- 1 Most Beautiful Woman of World
- 2 Social Star Awards
- 2 O Music Awards
- 1 Alive Awards
- 2 Teen Choice Awards
- 1 Vevo Certified
- 1 no Venice Film Festival
- 2 Shot Music Awards
- 1 Glamour's Women of the Year Awards
- 2 Bravo Otto

- 1 Virgin Media Awards
- 3 Kids Choice Awards
- 1 Australian Kids' Choice Award
- 2 Radio Disney Music Awards
- 1 Billboard.com's Mid-Year Music Awards
- 3 Social Star Awards
- 2 Young Hollywood Awards
- 4 Teen Choice Awards
- 1 Video Music Awards
- 1 Vevo Certified
- 2 Make-A-Wish Foundation Award
- 2 Most Beautiful Woman of World

- 1 People's Choice Awards
- 1 Vevo Certified
- 1 iHeart Rádio Music Awards
- 1 Radio Disney Music Awards
- 2 BMI Awards
- 1 The Most Beautiful Woman

Total: 7
"Total de prêmios: 144"
- 2 Soul & Jazz Award
- 3 Kids' Choice Award
- 2 Hollywood Teen TV Awards
- 2 Australian Kids' Choice Award
- 3 J-14 Teen Icon Awards
- 4 Teen Choice Awards
- 1 NAACP Image Awards
- 1 Gracie Allen Award
- 4 Capricho Award
- 3 Bravo Otto

- 3 Kids' Choice Award
- 2 UK's Kids' Choice Awards
- 5 Teen Choice Awards
- 1 Imagen Award
- 1 Australian Kids' Choice Award
- 2 BÖP Awards
- 2 Kids Choice Awards Argentina
- 1 NAACP Image Awards
- 1 Premio Telehit
- 1 Vevo Certified
- 6 J-14 Teen Icon Awards
- 2 Perezzies Awards
- 3 Bravo Otto

- 2 Hollywood Teen TV Awards
- 2 Shorty Awards
- 2 Kids' Choice Awards
- 2 UK's Kids' Choice Awards
- 1 Australian Kids' Choice Award
- 1 Most Beautiful Woman of World
- 2 Social Star Awards
- 2 O Music Awards
- 1 Alive Awards
- 2 Teen Choice Awards
- 1 Vevo Certified
- 1 no Venice Film Festival
- 2 Shot Music Awards
- 1 Glamour's Women of the Year Awards
- 2 Bravo Otto

- 1 Virgin Media Awards
- 3 Kids Choice Awards
- 1 Australian Kids' Choice Award
- 2 Radio Disney Music Awards
- 1 Billboard.com's Mid-Year Music Awards
- 3 Social Star Awards
- 2 Young Hollywood Awards
- 4 Teen Choice Awards
- 1 Video Music Awards
- 1 Vevo Certified
- 2 Make-A-Wish Foundation Award
- 2 Most Beautiful Woman of World

- 2 Soul & Jazz Award
- 3 Kids' Choice Award
- 2 Hollywood Teen TV Awards
- 2 Australian Kids' Choice Award
- 3 J-14 Teen Icon Awards
- 4 Teen Choice Awards
- 1 NAACP Image Awards
- 1 Gracie Allen Award
- 4 Capricho Award
- 3 Bravo Otto

- 3 Kids' Choice Award
- 2 UK's Kids' Choice Awards
- 5 Teen Choice Awards
- 1 Imagen Award
- 1 Australian Kids' Choice Award
- 2 BÖP Awards
- 2 Kids Choice Awards Argentina
- 1 NAACP Image Awards
- 1 Premio Telehit
- 1 Vevo Certified
- 6 J-14 Teen Icon Awards
- 2 Perezzies Awards
- 3 Bravo Otto

- 2 Hollywood Teen TV Awards
- 2 Shorty Awards
- 2 Kids' Choice Awards
- 2 UK's Kids' Choice Awards
- 1 Australian Kids' Choice Award
- 1 Most Beautiful Woman of World
- 2 Social Star Awards
- 2 O Music Awards
- 1 Alive Awards
- 2 Teen Choice Awards
- 1 Vevo Certified
- 1 no Venice Film Festival
- 2 Shot Music Awards
- 1 Glamour's Women of the Year Awards
- 2 Bravo Otto

- 1 Virgin Media Awards
- 3 Kids Choice Awards
- 1 Australian Kids' Choice Award
- 2 Radio Disney Music Awards
- 1 Billboard.com's Mid-Year Music Awards
- 3 Social Star Awards
- 2 Young Hollywood Awards
- 4 Teen Choice Awards
- 1 Video Music Awards
- 1 Vevo Certified
- 2 Make-A-Wish Foundation Award
- 2 Most Beautiful Woman of World

- 2 Soul & Jazz Award
- 3 Kids' Choice Award
- 2 Hollywood Teen TV Awards
- 2 Australian Kids' Choice Award
- 3 J-14 Teen Icon Awards
- 4 Teen Choice Awards
- 1 NAACP Image Awards
- 1 Gracie Allen Award
- 4 Capricho Award
- 3 Bravo Otto

- 3 Kids' Choice Award
- 2 UK's Kids' Choice Awards
- 5 Teen Choice Awards
- 1 Imagen Award
- 1 Australian Kids' Choice Award
- 2 BÖP Awards
- 2 Kids Choice Awards Argentina
- 1 NAACP Image Awards
- 1 Premio Telehit
- 1 Vevo Certified
- 6 J-14 Teen Icon Awards
- 2 Perezzies Awards
- 3 Bravo Otto

- 2 Hollywood Teen TV Awards
- 2 Shorty Awards
- 2 Kids' Choice Awards
- 2 UK's Kids' Choice Awards
- 1 Australian Kids' Choice Award
- 1 Most Beautiful Woman of World
- 2 Social Star Awards
- 2 O Music Awards
- 1 Alive Awards
- 2 Teen Choice Awards
- 1 Vevo Certified
- 1 no Venice Film Festival
- 2 Shot Music Awards
- 1 Glamour's Women of the Year Awards
- 2 Bravo Otto

- 1 Virgin Media Awards
- 3 Kids Choice Awards
- 1 Australian Kids' Choice Award
- 2 Radio Disney Music Awards
- 1 Billboard.com's Mid-Year Music Awards
- 3 Social Star Awards
- 2 Young Hollywood Awards
- 4 Teen Choice Awards
- 1 Video Music Awards
- 1 Vevo Certified
- 2 Make-A-Wish Foundation Award
- 2 Most Beautiful Woman of World

- 2 Soul & Jazz Award
- 3 Kids' Choice Award
- 2 Hollywood Teen TV Awards
- 2 Australian Kids' Choice Award
- 3 J-14 Teen Icon Awards
- 4 Teen Choice Awards
- 1 NAACP Image Awards
- 1 Gracie Allen Award
- 4 Capricho Award
- 3 Bravo Otto

- 3 Kids' Choice Award
- 2 UK's Kids' Choice Awards
- 5 Teen Choice Awards
- 1 Imagen Award
- 1 Australian Kids' Choice Award
- 2 BÖP Awards
- 2 Kids Choice Awards Argentina
- 1 NAACP Image Awards
- 1 Premio Telehit
- 1 Vevo Certified
- 6 J-14 Teen Icon Awards
- 2 Perezzies Awards
- 3 Bravo Otto

- 2 Hollywood Teen TV Awards
- 2 Shorty Awards
- 2 Kids' Choice Awards
- 2 UK's Kids' Choice Awards
- 1 Australian Kids' Choice Award
- 1 Most Beautiful Woman of World
- 2 Social Star Awards
- 2 O Music Awards
- 1 Alive Awards
- 2 Teen Choice Awards
- 1 Vevo Certified
- 1 no Venice Film Festival
- 2 Shot Music Awards
- 1 Glamour's Women of the Year Awards
- 2 Bravo Otto

- 1 Virgin Media Awards
- 3 Kids Choice Awards
- 1 Australian Kids' Choice Award
- 2 Radio Disney Music Awards
- 1 Billboard.com's Mid-Year Music Awards
- 3 Social Star Awards
- 2 Young Hollywood Awards
- 4 Teen Choice Awards
- 1 Video Music Awards
- 1 Vevo Certified
- 2 Make-A-Wish Foundation Award
- 2 Most Beautiful Woman of World

- 2 Soul & Jazz Award
- 3 Kids' Choice Award
- 2 Hollywood Teen TV Awards
- 2 Australian Kids' Choice Award
- 3 J-14 Teen Icon Awards
- 4 Teen Choice Awards
- 1 NAACP Image Awards
- 1 Gracie Allen Award
- 4 Capricho Award
- 3 Bravo Otto

- 3 Kids' Choice Award
- 2 UK's Kids' Choice Awards
- 5 Teen Choice Awards
- 1 Imagen Award
- 1 Australian Kids' Choice Award
- 2 BÖP Awards
- 2 Kids Choice Awards Argentina
- 1 NAACP Image Awards
- 1 Premio Telehit
- 1 Vevo Certified
- 6 J-14 Teen Icon Awards
- 2 Perezzies Awards
- 3 Bravo Otto

- 2 Hollywood Teen TV Awards
- 2 Shorty Awards
- 2 Kids' Choice Awards
- 2 UK's Kids' Choice Awards
- 1 Australian Kids' Choice Award
- 1 Most Beautiful Woman of World
- 2 Social Star Awards
- 2 O Music Awards
- 1 Alive Awards
- 2 Teen Choice Awards
- 1 Vevo Certified
- 1 no Venice Film Festival
- 2 Shot Music Awards
- 1 Glamour's Women of the Year Awards
- 2 Bravo Otto

- 1 Virgin Media Awards
- 3 Kids Choice Awards
- 1 Australian Kids' Choice Award
- 2 Radio Disney Music Awards
- 1 Billboard.com's Mid-Year Music Awards
- 3 Social Star Awards
- 2 Young Hollywood Awards
- 4 Teen Choice Awards
- 1 Video Music Awards
- 1 Vevo Certified
- 2 Make-A-Wish Foundation Award
- 2 Most Beautiful Woman of World

- 1 People's Choice Awards
- 3 Vevo Certified
- 1 ASCAP Award
- 1 iHeart Rádio Music Awards
- 1 Radio Disney Music Awards
- 2 BMI Awards
- 3 Teen Choice Awards

Total: 12
"Total de prêmios: 150"
- 1 People's Choice Awards
- 1 Vevo Certified
- 1 iHeart Rádio Music Awards
- 1 Radio Disney Music Awards
- 2 BMI Awards
- 1 American Music Awards

- 1 People's Choice Awards
- 3 Vevo Certified
- 1 iHeart Rádio Music Awards
- 1 Radio Disney Music Awards
- 2 BMI Awards
- 1 American Music Awards
- 1 Most Beautiful Woman of World

Total: 10
- 1 People’s Choice Awards
- 1 Vevo Certified
- 1 iHeart Rádio Music Awards
- 1 Radio Disney Music Awards
- 2 BMI Awards
- 1 American Music Awards

"Total de prêmios: 144"
- 1 People’s Choice Awards
- 1 Vevo Certified
- 1 iHeart Rádio Music Awards
- 1 Radio Disney Music Awards
- 2 BMI Awards
- American Music Awards

### 2009
- 3 Kids' Choice Award
- 5 Teen Choice Awards
- 3 Young Artist Awards
- 1 NAACP Image Awards
- 1 ALMA Awards
- 2 Hollywood Style Awards

Totais: 15

### 2010
- 2 Soul & Jazz Award
- 3 Kids' Choice Award
- 2 Hollywood Teen TV Awards
- 2 Australian Kids' Choice Award
- 3 J-14 Teen Icon Awards
- 4 Teen Choice Awards
- 1 NAACP Image Awards
- 1 Gracie Allen Award
- 4 Capricho Award
- 3 Bravo Otto

Total: 25

### 2011
- 3 Kids' Choice Award
- 2 UK's Kids' Choice Awards
- 5 Teen Choice Awards
- 1 Imagen Award
- 1 Australian Kids' Choice Award
- 2 BÖP Awards
- 2 Kids Choice Awards Argentina
- 1 NAACP Image Awards
- 1 Premio Telehit
- 1 Vevo Certified
- 6 J-14 Teen Icon Awards
- 2 Perezzies Awards
- 3 Bravo Otto

Total: 30

### 2012
- 2 Hollywood Teen TV Awards
- 2 Shorty Awards
- 2 Kids' Choice Awards
- 2 UK's Kids' Choice Awards
- 1 Australian Kids' Choice Award
- 1 Most Beautiful Woman of World
- 2 Social Star Awards
- 2 O Music Awards
- 1 Alive Awards
- 2 Teen Choice Awards
- 1 Vevo Certified
- 1 no Venice Film Festival
- 2 Shot Music Awards
- 1 Glamour's Women of the Year Awards
- 2 Bravo Otto

Total: 24

### 2013
- 1 Virgin Media Awards
- 3 Kids Choice Awards
- 1 Australian Kids' Choice Award
- 2 Radio Disney Music Awards
- 1 Billboard.com's Mid-Year Music Awards
- 3 Social Star Awards
- 2 Young Hollywood Awards
- 4 Teen Choice Awards
- 1 Video Music Awards
- 1 Vevo Certified
- 2 Make-A-Wish Foundation Award
- 2 Most Beautiful Woman of World

Total: 22

### 2014
- 3 Radio Disney Music Awards
- 2 Kids Choice Awards
- 1 MuchMusic Video Awards
- 3 Vevo Certified
- 3 ASCAP 32st Annual Pop Music Awards
- 1 BMI
- 2 Teen Choice Awards
- 1 Ischia Global Icon Awards

Total: 13

### 2015
- 1 Kids Choice Awards
- 1 Radio Disney Music Awards
- 3 Vevo Certified
- 1 American Latin Awards
- 1 MTV Moonman
- 1 Billboard Women In Music

Total: 8

### 2016
- 1 People's Choice Awards
- 1 Vevo Certified
- 1 iHeart Rádio Music Awards
- 1 Radio Disney Music Awards
- 2 BMI Awards

Total: 6
"Total de prêmios: 143"